# Jakov Ignjatović
Jakov Ignjatović (v srbské cyrilici Јаков Игњатовић, Szentendre 26. listopadu 1822 – 5. července 1889, Novi Sad) byl srbský spisovatel 19. století. Přestože byl vrstevníkem jiného známého srbského spisovatele – Branko Radičeviće, Ignjatović je již považován za jednoho z prvních realistů[zdroj?].

## Biografie
Pocházel ze srbské komunity v centrální oblasti Uher. Vyrůstal v Szentendre, později studoval v Pešti, v čistě maďarském prostředí. Později spolupracoval se Srbskem a stal se také i poslancem Uherského sněmu. Tam ostře kritizoval Rakousko. Během revoluce v roce 1848 bojoval jako husar na maďarské straně.
Během svých tvůrčích let přesídlil na jih země, do oblasti která představovala kulturní jádro uherských Srbů. V Novém Sadu spravoval Letopis Matice srbské, ve Sremských Karlovcích pak zastával funkci "lidového sekretáře". Právě během této doby sepsal Ignjatović největší díl své tvorby. Čtenáře však nenadchl, kritikové jeho díla odsoudili. Ve svých historických románech, i dílech ze srbského venkova se věnoval sociálním problémům. Ignjatović patřil k autorům, kteří si velmi vážili srbských dějin a proto se věnoval právě tématům historickým (např. román o Đurađu Brankovićovi).

## Seznam děl
- Đurađ Branković, Sremski Karlovci 1859;
- Milan Narandžić, I—II, Novi Sad 1860—63, (druhé vydání Bělehrad 1900);
- Čudan svet, Novi Sad 1869;
- Díla Jakova Ingjnatovića, první vydání, Novi Sad 1874, druhé v Temešváru 1878;
- Uveo listak, Novi Sad 1878;
- Adam i berberin prvi ljudi, Novi Sad 1881;
- Stari i novi majstori, Novi Sad 1883;
- Patnica, I—III, Novi Sad 1888, (druhé vydání v Bělehradě 1936);
- Večiti mladoženja, Bělehrad 1910;
- Vasa Rešpekt, Bělehrad 1913;
- Dela, I—II, Bělehrad 1932—35);
- Vybraná díla, I—VIII, Novi Sad 1948—53);
- Vybraná díla, I—II, Novi Sad i Bělehrad 1959 i 1969;
- Memoari, Beograd 1966:
- Vybraná díla, I—XIV, Novi Sad 1985.